# 1902 w literaturze
Wydarzenia literackie w 1902 roku.

## Wydarzenia
- polskie
  - warszawski Tygodnik Ilustrowany wydrukował pierwszy odcinek powieści Stefana Żeromskiego Popioły
  - Maria Konopnicka z okazji 25-lecia pracy pisarskiej otrzymała od narodu dworek w Żarnowcu
  - Bolesław Prus obchodzi 30-lecie pracy pisarskiej

- zagraniczne
  - W Pradze ukazał się pierwszy przekład Lalki na język czeski.

## Nowe książki
- polskie
  - Wacław Gąsiorowski – Huragan
  - Władysław Orkan – W roztokach
  - Adolf Nowaczyński – Małpie zwierciadło

- zagraniczne
  - Joseph Conrad
    - Jądro ciemności (Heart of Darkness)
    - Młodość
    - U kresu sił

  - Arthur Conan Doyle – Pies Baskerville’ów (The Hound of the Baskervilles)
  - Rudyard Kipling – Takie sobie bajeczki (Just So Stories)
  - Edith Nesbit – Pięcioro dzieci i „coś” (Five Children and It)

## Nowe dramaty
- polskie
  - Stanisław Przybyszewski – Śnieg
- zagraniczne
  - Maksim Gorki – Na dnie (На дне)
  - Maurice Maeterlinck – Monna Vanna
  - William Butler Yeats – Cathleen Ní Houlihan

## Nowe poezje
- polskie
  - Tadeusz Miciński – W mroku gwiazd
  - Bronisława Ostrowska – Opale
- zagraniczne
  - Rainer Maria Rilke – Księga obrazów (Buch der Bilder)

## Nowe prace naukowe
- Wilhelm Feldman – Współczesna literatura polska

## Urodzili się
- 3 stycznia – Bohdan Korewicki, polski pisarz i malarz (zm. 1975)
- 9 stycznia – Józef Jachimek, polski pisarz (zm. 1982)
- 11 stycznia – Konrad Bielski, polski poeta i prozaik (zm. 1970)
- 26 stycznia – Menno ter Braak, holenderski pisarz, eseista, krytyk literacki (zm. 1940)
- 1 lutego – Langston Hughes, amerykański poeta, pisarz, autor sztuk scenicznych, felietonista (zm. 1967)
- 6 lutego
  - Louis Nizer, amerykański prawnik i pisarz (zm. 1994)
  - Władysław Sebyła, polski poeta, tłumacz i malarz (zm. 1940)
- 12 lutego – Swetosław Minkow, bułgarski pisarz fantastyki (zm. 1966)
- 13 lutego – Stanisław Maria Saliński, polski pisarz (zm. 1969)
- 14 lutego
  - Alexander Abusch, niemiecki dziennikarz, publicysta, krytyk literacki, poeta (zm. 1982)
  - Ion Călugăru, rumuński prozaik, dramaturg, publicysta i tłumacz (zm. 1956)
- 21 lutego – Lorna Hill, brytyjska pisarka (zm. 1991)
- 22 lutego – Elżbieta Jackiewiczowa, polska pisarka (zm. 1976)
- 26 lutego – Vercors, francuski pisarz i ilustrator (zm. 1991)
- 27 lutego – John Steinbeck, amerykański pisarz (zm. 1968)
- 1 marca
  - Kazimiera Jeżewska, polska poetka i tłumaczka (zm. 1979)
  - Jan Wyka, polski prozaik i poeta (zm. 1992)
- 2 marca – Jerzy Jędrzejewicz, polski pisarz i tłumacz (zm. 1975)
- 10 marca – Sida Košutić, chorwacka pisarka i poetka (zm. 1965)
- 12 marca – Helena Teigová, czeska tłumaczka (zm. 1986)
- 15 marca
  - Elchanan Cajtlin, polski poeta żydowskiego pochodzenia (zm. 1941)
  - Carla Porta Musa, włoska eseistka i poetka (zm. 2012)
- 29 marca – Marcel Aymé, francuski pisarz i dramaturg (zm. 1967)
- 1 kwietnia
  - Józef Mackiewicz, polski pisarz (zm. 1985)
  - Maria Poliduri, grecka poetka (zm. 1930)
- 4 kwietnia – Stanley G. Weinbaum, amerykański pisarz science-fiction (zm. 1935)
- 9 kwietnia – David Cecil, brytyjski pisarz i krytyk literacki (zm. 1986)
- 11 kwietnia – Hideo Kobayashi, japoński pisarz i krytyk literacki (zm. 1983)
- 12 kwietnia – Krystyna Grzybowska, polska dramatopisarka i prozaiczka (zm. 1963)
- 17 kwietnia – Jaime Torres Bodet, meksykański pisarz, poeta i dyplomata (zm. 1974)
- 19 kwietnia – Wieniamin Kawierin, rosyjski i radziecki pisarz (zm. 1989)
- 20 kwietnia – Zofia Stulgińska, polska pisarka i tłumaczka (zm. 1984)
- 23 kwietnia – Halldór Kiljan Laxness, islandzki pisarz, noblista (zm. 1998)
- 25 kwietnia – Jo Mihaly, niemiecka aktorka i pisarka (zm. 1989)
- 28 kwietnia – Johan Borgen, norweski pisarz i krytyk literacki (zm. 1979)
- 11 maja – Kaarlo Sarkia, fiński poeta i tłumacz (zm. 1945)
- 12 maja – Irena Bączkowska, polska pisarka (zm. 2006)
- 20 maja – Jazep Puszcza, białoruski poeta (zm. 1964)
- 22 maja – Halina Maria Dąbrowolska, polska pisarka (zm. 1962)
- 27 maja – Iwan Katajew, rosyjski pisarz (zm. 1937)
- 5 czerwca – Hugo Huppert, austriacki poeta, prozaik, eseista, krytyk literacki i tłumacz (zm. 1982)
- 26 czerwca – Nina Rydzewska, polska pisarka (zm. 1958)
- 8 lipca – Gwendolyn B. Bennett, amerykańska poetka (zm. 1981)
- 9 lipca – Gerhart Pohl, niemiecki pisarz (zm. 1966)
- 10 lipca – Nicolás Guillén, kubański poeta (zm. 1989)
- 17 lipca – Christina Stead, australijska pisarka (zm. 1983)
- 18 lipca – Armitage Trail, amerykański pisarz (zm. 1930)
- 21 lipca
  - Belcampo, holenderski prozaik (zm. 1990)
  - Joseph Kesselring, amerykański pisarz i dramaturg (zm. 1967)
- 27 lipca – Jarosław Hałan, ukraiński pisarz, dramaturg i publicysta (zm. 1949)
- 9 sierpnia – Aleksander Labuda, kaszubski felietonista, pisarz i poeta (zm. 1981)
- 10 sierpnia – Curt Siodmak, amerykański pisarz i scenarzysta (zm. 2000)
- 13 sierpnia – Waldemar Babinicz, polski pisarz i publicysta (zm. 1969)
- 15 sierpnia – Adolf Hoffmeister, czeski malarz, scenograf, pisarz, dramaturg, tłumacz, dziennikarz, historyk i krytyk sztuki (zm. 1973)
- 16 sierpnia – Georgette Heyer, angielska pisarka (zm. 1974)
- 18 sierpnia – Stefan Flukowski, polski poeta i pisarz (zm. 1972)
- 19 sierpnia
  - Władimir Kirszon, rosyjski i radziecki pisarz i dramaturg (zm. 1938)
  - Ogden Nash, amerykański poeta (zm. 1971)
- 21 sierpnia – Angeł Karalijczew, bułgarski pisarz (zm. 1972)
- 27 sierpnia – Jurij Janowski, ukraiński poeta i prozaik (zm. 1954)
- 12 września – Cecylia Lewandowska, polska tłumaczka (zm. 1989)
- 17 września – Hugo Hartung, niemiecki dramaturg i pisarz (zm. 1972)
- 21 września – Luis Cernuda, hiszpański poeta i krytyk literacki (zm. 1963)
- 2 października – Jerzy Zawieyski, polski dramatopisarz, prozaik, eseista (zm. 1969)
- 7 października – Zaharia Stancu, rumuński prozaik i filozof (zm. 1974)
- 15 października – Amparo Poch y Gascón, hiszpańska lekarka, pisarka i poetka (zm. 1968)
- 20 października – Felisberto Hernández, urugwajski pisarz (zm. 1964)
- 31 października – Carlos Drummond de Andrade, brazylijski pisarz i krytyk literacki (zm. 1987)
- 1 listopada – Nordahl Grieg, norweski pisarz i dziennikarz (zm. 1943)
- 2 listopada – Gyula Illyés, węgierski pisarz (zm. 1983)
- 8 listopada – A.J.M. Smith, kanadyjski poeta (zm. 1980)
- 9 listopada – Jan Alfred Szczepański, polski literat (zm. 1991)
- 18 listopada – Michaś Maszara, białoruski poeta (zm. 1976)
- 21 listopada – Isaac Bashevis Singer, polski i amerykański pisarz żydowski tworzący w języku jidysz (zm. 1991)
- 25 listopada – Andrzej Skupień Florek, polski poeta (zm. 1973)
- 29 listopada – Carlo Levi, włoski pisarz (zm. 1975)
- 30 listopada – Maria Bellonci, włoska pisarka i dziennikarka (zm. 1986)
- 16 grudnia – Rafael Alberti, hiszpański poeta i dramatopisarz (zm. 1999)
- 20 grudnia – Pawieł Polakow, kozacki poeta, pisarz i publicysta, tłumacz (zm. 1991)
- 28 grudnia – Shen Congwen, chiński pisarz (zm. 1988)

## Zmarli
- 13 lutego – Włodzimierz Zagórski, polski pisarz, satyryk i poeta (ur. 1834)
- 30 kwietnia – Xavier de Montépin, francuski powieściopisarz (ur. 1823)
- 5 maja – Bret Harte, amerykański pisarz i dziennikarz (zm. 1836)
- 3 czerwca – Adolf Dygasiński, polski pisarz (ur. 1839)
- 10 czerwca – Jacint Verdaguer i Santaló, hiszpański poeta (ur. 1845)
- 1 sierpnia – Elizabeth Drew Stoddard, amerykańska poetka i prozaiczka (ur. 1823)
- 23 września – Franciszek Salezy Lewental, polski księgarz i wydawca (ur. 1841)
- 29 września – Émile Zola, francuski pisarz, przedstawiciel naturalizmu (ur. 1840)
- 25 października – Frank Norris, amerykański powieściopisarz (ur. 1870)
- 26 listopada – Antanas Baranauskas, litewski poeta, duchowny (ur. 1835)

## Nagrody
- Nagroda Nobla – Theodor Mommsen